# Olivia Norrie
Olivia Johanne Margrethe Norrie (født Jørgensen 22. november 1869 i København, død 7. november 1945) var en dansk skuespiller.
Som 10-årig kom Norrie og søsteren Valborg Borchsenius på Det Kongelige Teaters Balletskole. Efter sin debut i En skærsommernatsdrøm i 1885 blev hun optaget på teatrets elevskole og blev uddannet skuespiller. I 1891 blev hun tilknyttet Folketeatret, og i 1895 blev hun ansat ved Dagmarteatret, hvor mere eller mindre var til 1930. Norrie medvirkede desuden i radioens skuespil.
Olivia Norrie var gift to gange, først med teaterdirektør Jacob Jørgen Jacobsen 1896–1909 og med William Norrie fra 1909.

## Filmografi
- En Bryllupsaften (1911)
- Den sorte doktor (1911)
- Loppen (1912)
- Axel Breidahls Lotterigevinst (1913)
- Under falsk Flag (1914)